# Pokolj u Šušnju
Pokolj u Šušnju bio je ratni zločin koji su počinile bošnjačko-muslimanske snage nad Hrvatima tijekom agresije na prostore Hrvata Srednje Bosne. 5. travnja 1993. ušle su u hrvatsko selo Šušanj kod Zenice. Pripadnici ARBiH ubili su 17 hrvatskih civila, mahom starijih osoba koji su ostali u selu i dočekali ARBiH nakon povlačenja HVO-a.